# Municipio de Pineola
El municipio de Pineola (en inglés: Pineola Township) es un municipio ubicado en el  condado de Avery en el estado estadounidense de Carolina del Norte. En el año 2010 tenía una población de 1.207 habitantes.

## Geografía
El municipio de Pineola se encuentra ubicado en las coordenadas 36°1′59.09″N 81°53′35.44″O / 36.0330806, -81.8931778.